# 689 Zita
Zita (asteróide 689) é um asteróide da cintura principal com um diâmetro de 14,36 quilómetros, a 1,7813731 UA. Possui uma excentricidade de 0,2306034 e um período orbital de 1 286,75 dias (3,52 anos).
Zita tem uma velocidade orbital média de 19,57448841 km/s e uma inclinação de 5,74529º.
Esse asteróide foi descoberto em 12 de Setembro de 1909 por Johann Palisa.